# Józef Barycz
Józef Stanisław Barycz (ur. 6 listopada 1895 we Lwowie, zm. 25 lipca 1922 w Brześciu) – kapitan piechoty Wojska Polskiego, działacz niepodległościowy, kawaler Orderu Virtuti Militari, 

## Życiorys
Urodził się 6 listopada 1895 we Lwowie, w rodzinie Józefa i Stanisławy z Łopaczyńskich. Był bratem Alojzego i Alfredy, nauczycielki. W rodzinnym mieście ukończył szkołę powszechną i rozpoczął naukę w gimnazjum. Później kontynuował naukę w c. k. Gimnazjum I wyższym w Nowym Sączu, w którym w 1914 zakończył naukę w klasie VIII i zdał maturę z odznaczeniem. Od 1912 był czynnym członkiem Polskiej Drużyny Strzeleckiej w Nowym Sączu.
16 sierpnia 1914 wstąpił do Legionów Polskich. Został przydzielony do 13 kompanii IV batalionu 2 pułku piechoty. Wziął udział w kampanii w Karpatach. Następnie został skierowany do Szkoły Podchorążych LP. W kwietniu 1915 został przeniesiony do III Batalionu Uzupełniającego kpt. Szczęsnego Rucińskiego. 10 maja 1915 został przydzielony do nowo formowanego 4 pułku piechoty. Powierzono mu komendę plutonu w 11 kompanii III batalionu. 24 lipca 1915 został mianowany chorążym. Wyróżnił się 6 lipca 1916 w bitwie pod Kostiuchnówką, w której ranny, dostał się do rosyjskiej niewoli. 12 sierpnia 1921 major Stefan Jażdżyński sporządził „wniosek na odznaczenie orderem «Virtuti Militari»”, w którym napisał:

ppor. Barycz Józef będąc jeszcze chorążym, kilkukrotnie odznaczył się w Karpatach w IV batalionie 2 pułku piechoty Legionów ówczesnego majora Bolesława Roji. Następnie w dniu 6 lipca 1916 podczas przełamania frontu austriackiego chor. Barysz jako dowódca plutonu kompanii 11-tej, która to kompania dostała rozkaz krycia odwrotu III batalionu 4 pułku piechoty, będąc z plutonem swoim w rowach łącznikowych zostaje zaatakowany przez nieprzyjaciela i obrzucony granatami ręcznymi, nie zrażając się tym opanowuje sytuację i salwą granatów powstrzymuje nieprzyjaciela na odległość kilkunastu kroków. Następnie wybiegając z rowu łącznikowego usiłuje przedrzeć się przez otaczającego nieprzyjaciela. Tu jednak zostaje ranny i broniąc się do ostatniej chwili wzięty do niewoli. Czynem swoim i osobistą odwagą umożliwił przeprowadzenie planu nakreślonego przez wyższe dowództwo. Jako oficer, nadzwyczaj tęgi, odważny, odznaczony Srebrnym Medalem Waleczności 2 klasy.

Leczył się w szpitalu nr 26 w Kostromie. Będąc w niewoli 18 sierpnia 1916 został awansowany na podporucznika. 1 grudnia 1917 wstąpił do I Korpusu Polskiego w Rosji, został przydzielony do 2 pułku strzelców polskich i awansowany na porucznika. Podczas pełnienia obowiązków emisariusza polityczno-wojskowego, został aresztowany przez bolszewików i przebywał w niewoli do 15 sierpnia 1919. 
Od 20 sierpnia 1919 służył w batalionie zapasowym 4 pułku piechoty Legionów w Kielcach, a od 1 lipca 1920 na froncie litewsko-białoruskim w słuckim pułku strzelców, gdzie od 15 sierpnia 1920 dowodził kompanią. 19 sierpnia 1920 został zatwierdzony z dniem 1 kwietnia 1920 w stopniu kapitana, w piechocie, w grupie oficerów byłych Legionów Polskich.
Po zakończeniu działań wojennych pozostał w wojsku jako oficer zawodowy i kontynuował służbę w 78 pułku piechoty w Baranowiczach. 23 marca 1921 został dopuszczony do egzaminu przedwstępnego na dwuletni kurs Szkoły Sztabu Generalnego 1921/23, który odbył się w dniach 4–7 kwietnia tego roku. Od 1 sierpnia do 18 października 1921 był słuchaczem kursu dowódców batalionów w Centrum Wyszkolenia Dowództwa Okręgu Generalnego Lwów. 3 maja 1922 został zweryfikowany w stopniu kapitana ze starszeństwem od 1 czerwca 1919 i 257. lokatą w korpusie oficerów piechoty. Zmarł 25 lipca 1922 w 9 Szpital Okręgowym w Brześciu, w następstwie obrażeń doznanych w zamachu samobójczym. Został pochowany na tamtejszym cmentarzu wojskowym.

## Ordery i odznaczenia
- Krzyż Srebrny Orderu Wojskowego Virtuti Militari nr 6043 – 17 maja 1922[17][1][18]
- Krzyż Niepodległości – pośmiertnie 16 marca 1937 „za pracę w dziele odzyskania niepodległości”[19]
- Krzyż Walecznych po raz drugi – 16 września 1922 „za udział w b. Legionach Polskich”[20]
- Srebrny Medal Waleczności 2 klasy[1]